# Йоганн-Сигізмунд (маркграф Бранденбургу)
Йога́нн-Сигізму́нд (нім. Johann Sigismund; 8 листопада 1572 — 23 грудня 1619 (2 січня 1620)) — маркграф Брандербурзький, курфюрст Священної Римської імперії (1608—1619). Третій герцог Прусський (1618—1619), прусський регент (1608—1618). Представник німецької династії Гогенцоллернів. Народився в Галле-на-Залле, Магдебург. Син бранденбурзького маркграфа Йоахіма-Фрідріха. Тесть шведського короля Густава II Адольфа та трансильванського князя Габора Бетлена. Васал польського короля Сигізмунда III Вази (з 1611). Отримав Прусське герцогство завдяки шлюбу із прусською принцесою Анною (1594), донькою прусського герцога Альбрехта-Фрідріха, який не мав синів-спадкоємців. Завдяки цьому шлюбові створив нову державу Бранденбург-Пруссія. Перейшов із лютеранства в кальвінізм (1613), безуспішно намагався навернути у кальвінізм підданих своїх володінь (1614). Помер у Берліні, Бранденбург. Похований у Берлінському соборі. Також — Йога́нн III, Йога́нн-Сигізму́нд Бранденбу́рзький, Йога́нн-Сигізму́нд Гогенцо́ллерн.

## Біографія

### Молоді роки
Йоганн-Сигізмунд народився 8 листопада 1572 року в Галле-на-Залле, в родині магдебурзького управителя, майбутнього бранденбурзького маркграфа Йоахіма-Фрідріха з дому Гогенцоллернів та його першої дружини Катерини Брандербург-Кюстрінської. Хлопець ріс під впливом свого діда, брандебурського маркграфа Йоганна-Георга; отримав традиційне лютеранське виховання.
30 жовтня 1594 року в Цехліні 21-річний Йоганн-Сигізмунд одружився з 18-річною прусською принцесою Анною, донькою прусського герцога Альбрехта-Фрідріха з династії Гогенцоллернів, що був васалом польського короля. Шлюб був дуже щасливим на початку; Йоганн постійно навідувався до тещі Марії-Єлеонори, колишньої юліх-клевської принцеси, в Кенігсберг. Згодом, стосунки між подружжям розладналися через різницю в характерах. Анна народила вісьмох дітей, з яких вижили лише четверо.
За життя Йоганн-Сигізмунд захоплювався іграми й нелюбив політику. У питаннях управління він легко піддавався впливу радників. Особливими пристрастями маркграфа були карти, бенкетування, полювання. Протягом 1612—1619 років він уполював 15 зубрів, 38 ведмедів, 112 лося, 1998 оленей і 2344 лані.

### Маркграф
Після смерті батька в 1608 році Йоганн-Сигізмундн успадкував Бранденбурзьке маркграфство. Того ж року він став регентом психічно хворого тестя Альбрехта-Фрідріха. 16 листопада 1611 року в Кракові Йоганн-Сигізмунд склав присягу на вірність королю Польщі Сигізмунду III Вазі, й офіційно отримав в управління прусське герцогство. Він щорічно сплачував Польщі данину розміром у 30 тисяч гульденів, запровадив у Пруссії новий григоріанський календар, урівняв у правах прусських католиків з протестантами, а також обіцяв збудувати у прусській столиці Кенігсберзі католицький храм.
З 1609 року Йоганн-Сигізмунд по лінії дружини претендував на спадщину юліх-клевських герцогів. За Дортмундським договором із пфальцьким герцогом Вольфгангом-Вільгельмом він керував нею спільно із ним, проте після Війни за Юліх-клевську спадщину (в союзі з Республікою Об'єднаних провінцій) за Ксантенським договором 1614 року розділив її, ставши господарем Клеве, Марки та Равенсберга.

### Релігійна політика
Близько 1606 року в Гайдельберзі Йоганн-Сигізмунд перейшов з лютеранства у кальвінізм, а 25 грудня 1613 року (за новим григоріанським стилем — 4 січня 1614) публічно взяв участь кальвіністському богослужінні. Хоча більшість його підданих, включно з його дружиною Анною залишалися лютеранами, в лютому 1614 року маркграф та його придворні високопосадовці-кальвіністи спланували масове одномоментне навернення населення, спираючись на принцип «cuius regio, eius religio». Цей план провалився через сильний місцевий спротив, який очолила маркграфиня Анна. В результаті Йоганн-Сигізмунд облишив спроби навернення й 1615 року видав привілей, яким дозволив своїм підданим сповідувати як кальвінізм, так і лютеранство.

### Останні роки
1616 року Йоганн-Сигізмунд пережив інсульт, після якого відійшов від управління справами, передавши їх синові Георгу-Вільгельму.
1618 року, внаслідок смерті прусського герцога Альбрехта-Фрідріха, який не залишив по собі синів-спадкоємців, маркграф офіційно став новим герцогом прусським, повноправним володарем Східної Пруссії.
Йоганн-Сигізмунд помер 2 січня 1620 року (за старим юліанським календарем — 23 грудня 1619) в Берліні, у віці 47 років. Свої володіння він передав старшому синові Георгу-Вільгельму.

## Родина

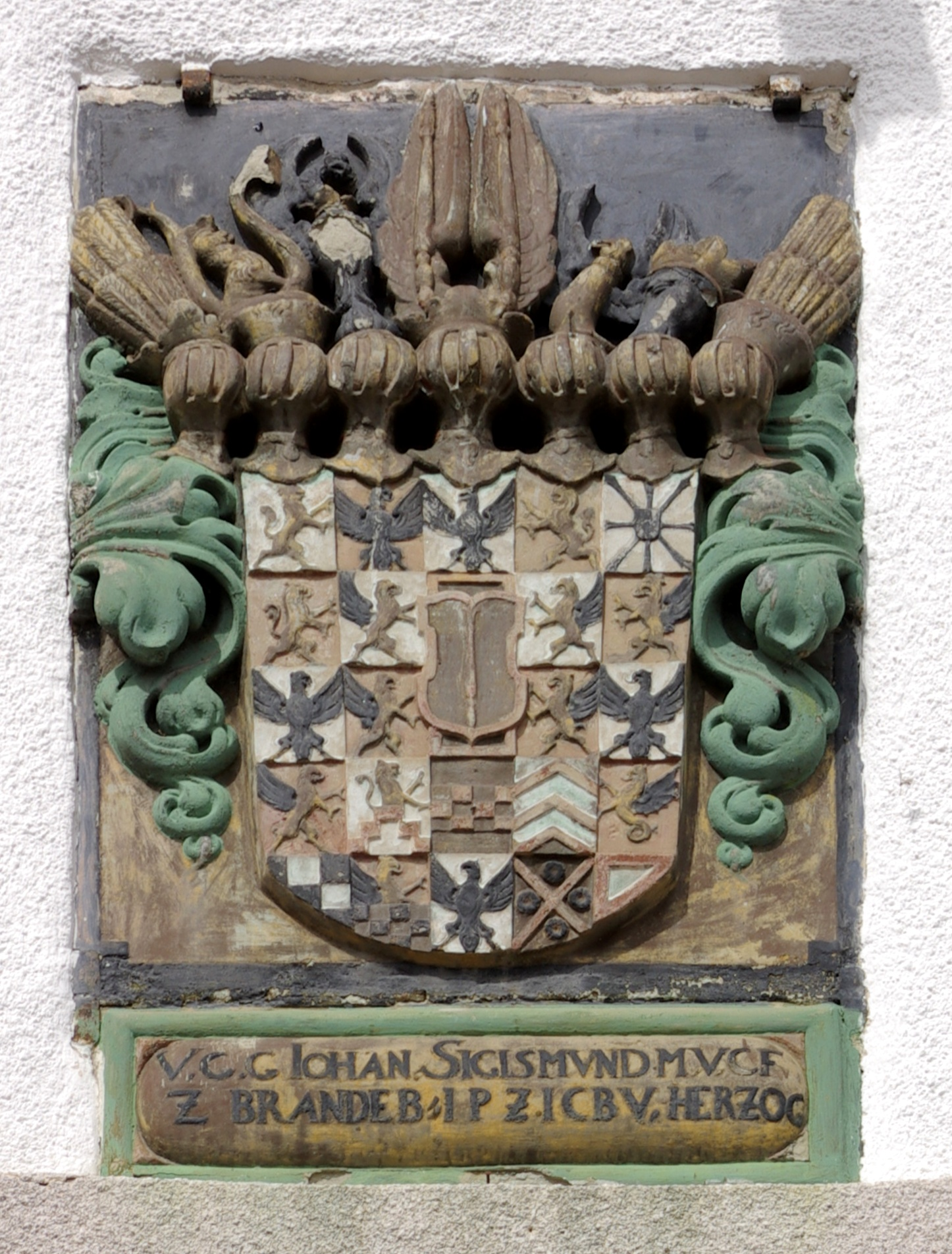
Герб Йоганна-Сигізмунда з гербами володінь.

Дружина — Анна (1576—1625), донька герцога Прусського Альбрехта-Фрідріха.
Діти:
- Геогр-Вільгельм (1595—1640) — маркграф Бранденбургу, герцог Пруссії.
- Анна-Софія (1598—1659) — одружена з Фрідріхом-Ульріхом, герцогом Брауншвейг-Вольфенбюттеля (1591—1634)
- Марія-Елеонора (1599—1655) — одружена з Густавом II Адольфом, королем Швеції (1591—1634)
- Катерина (1602—1644) — одружена з Габором Бетленом, князем Трансільванії (1580—1629)
- Йоахім-Сигізмунд (1603—1625) — помер у юному віці.
- Агнеса (1606—1607) — померла немовлям.
- Йоганн-Фрідріх (1607—1608) — помер немовлям.
- Альбрехт-Християн (1609) — помер немовлям.

## Портрети

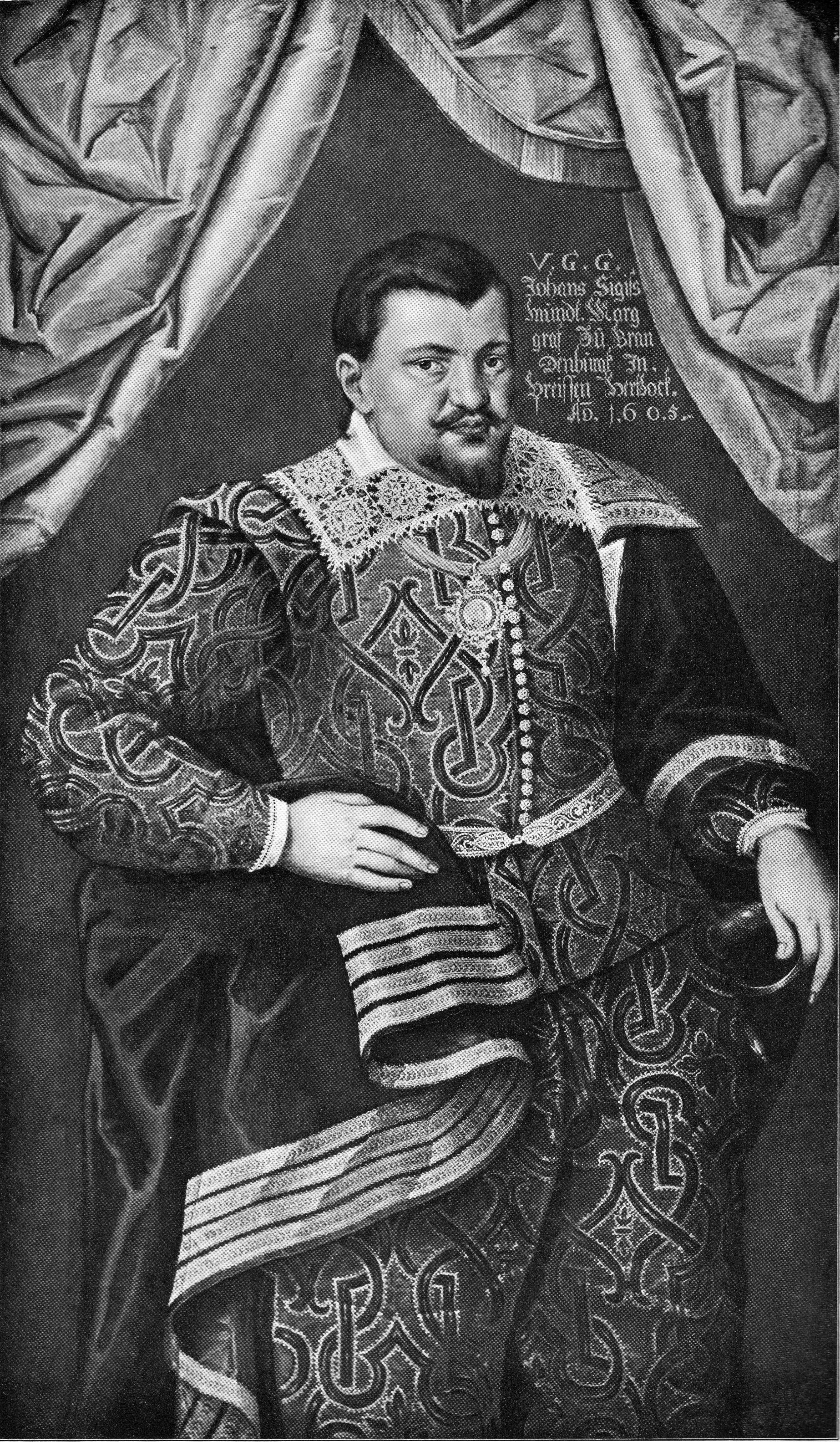
Робота Данієля Розе, 1605
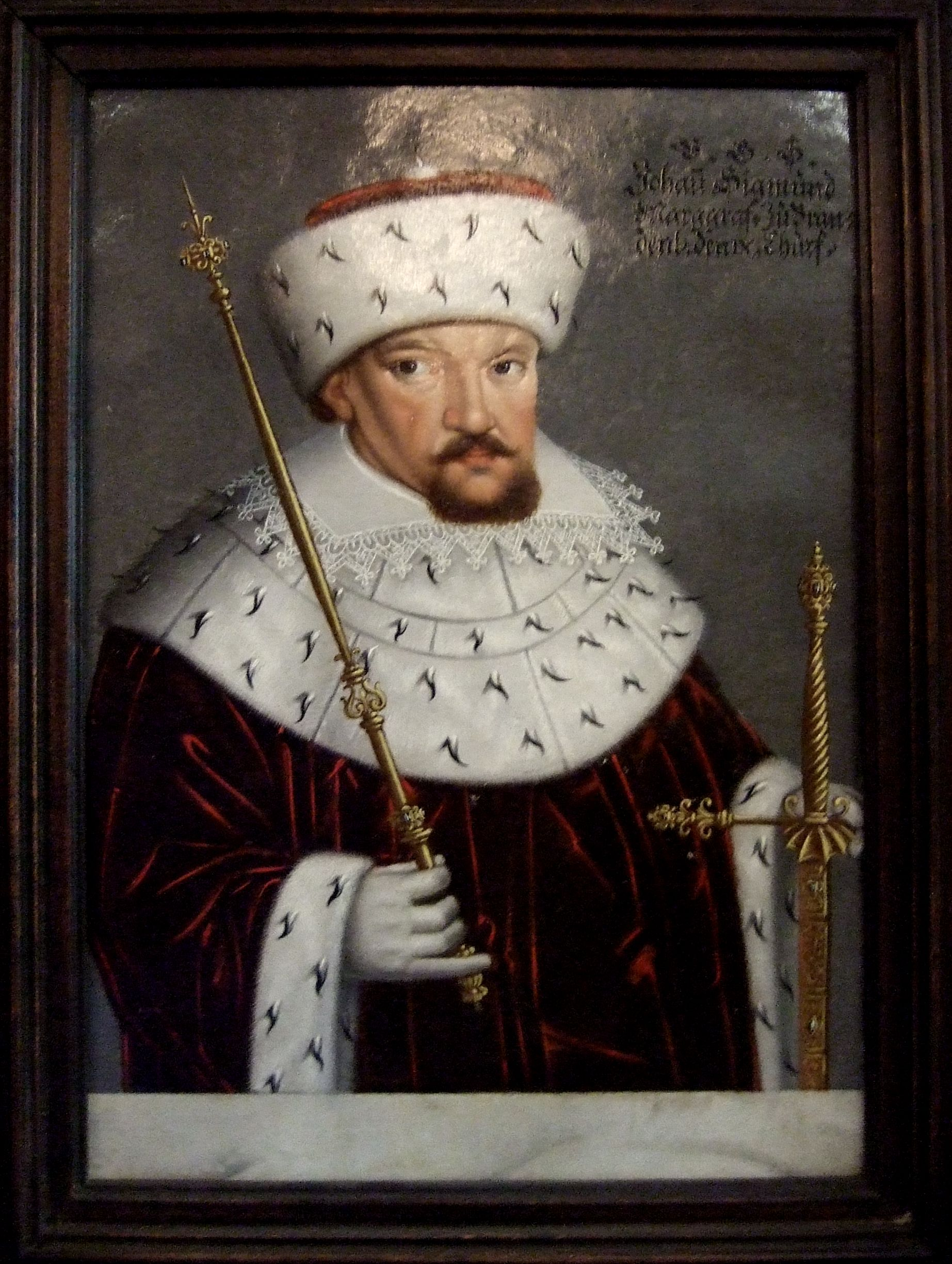
Невідомий художник, 1608
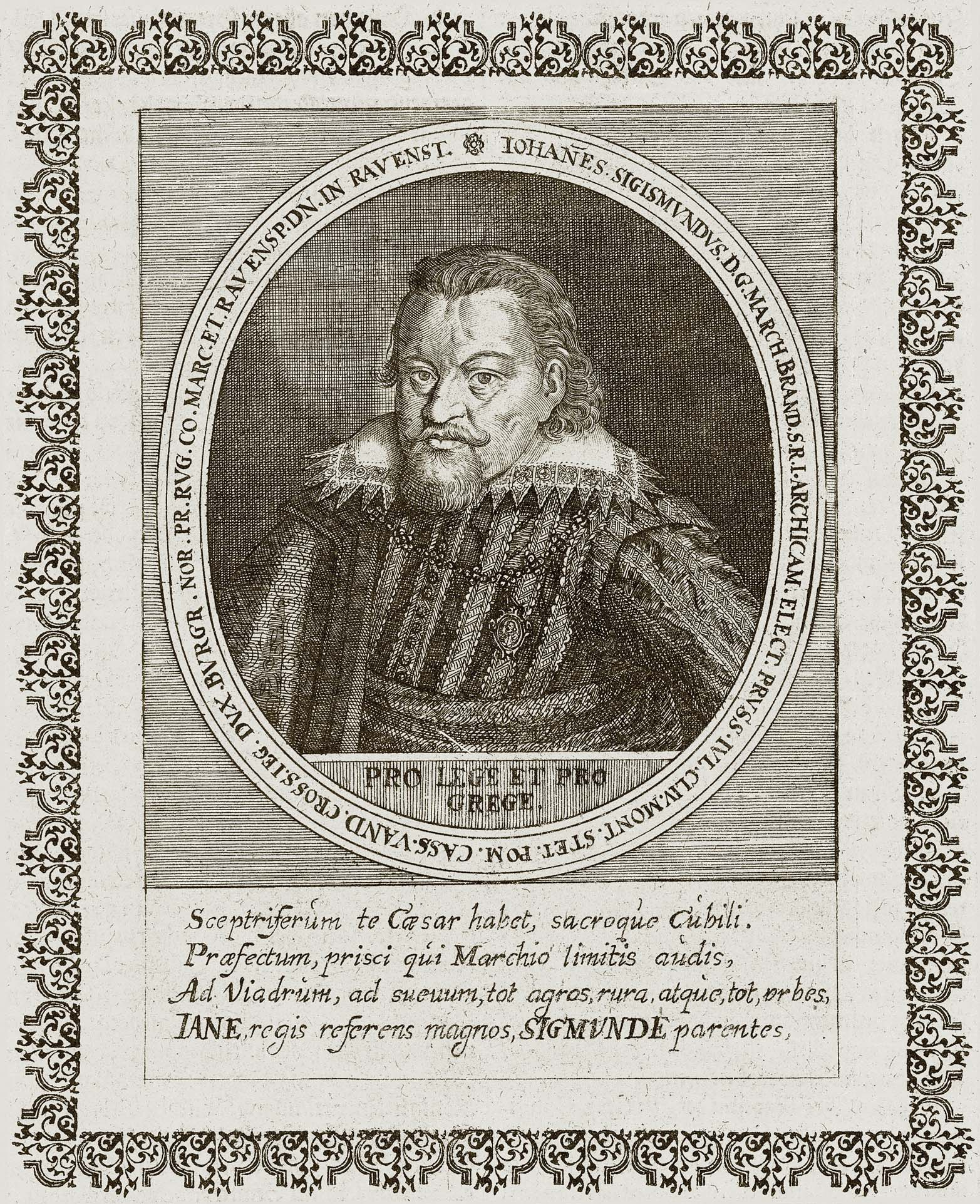
Робота Матея Меріана, 1662
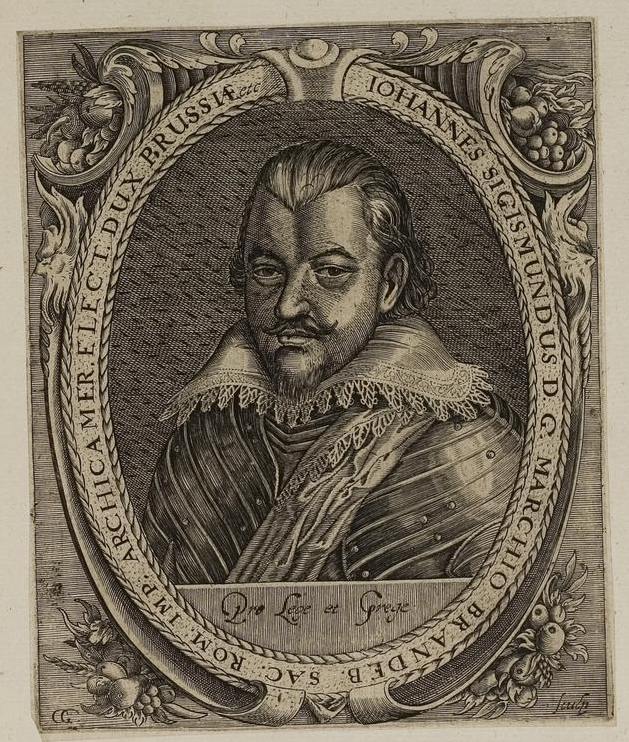
Робота Конрада Граля, XVII ст.
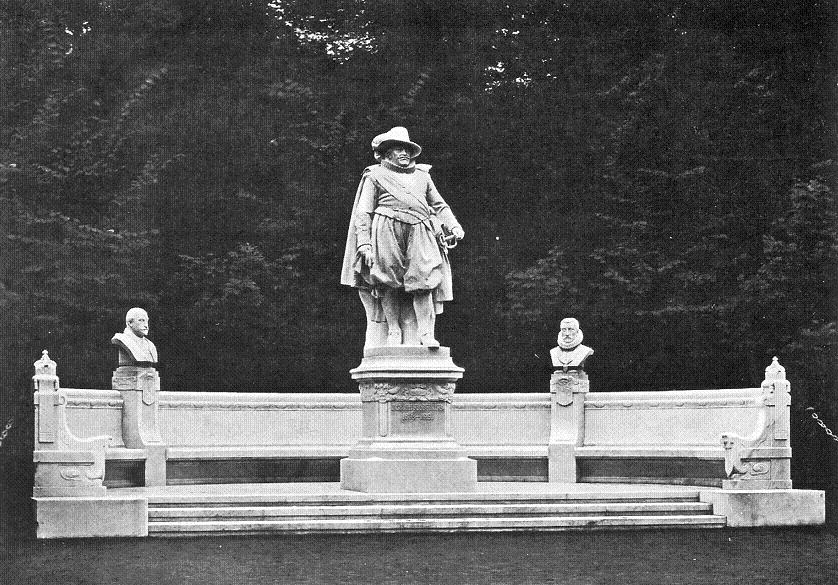
Берлінський пам'ятник, ХХ ст.